# Thecla lincoides
Thecla lincoides är en fjärilsart som beskrevs av Max Wilhelm Karl Draudt 1921. Thecla lincoides ingår i släktet Thecla och familjen juvelvingar. Inga underarter finns listade i Catalogue of Life.